# Lulu's Library
Lulu's Library is een Amerikaanse verhalenbundel geschreven door Louisa May Alcott. De boeken werden gepubliceerd in drie delen van 1886 tot 1889. Het verzamelde werk bestaat uit eenendertig korte verhalen. "Lulu" was de bijnaam voor het nichtje van Alcott, voor wie ze de verhalen oorspronkelijk schreef.